# Nicolas de Gunzburg
Nicolas Louis Alexandre, Baron de Gunzburg (* 12. Dezember 1904 in Paris; † 20. Februar 1981 in New York City) war ein französischer Bankier russischer, polnischer und portugiesischer Abstammung. Er war ein Mitglied der jüdisch-russischen Bankiersfamilie Günzburg.
Als Mäzen finanzierte Gunzburg 1930 Carl Theodor Dreyers Horrorfilm Vampyr – Der Traum des Allan Gray, in dem er unter dem Pseudonym „Julian West“ auch die Hauptrolle spielte. Nachdem Gunzburg 1934 in die Vereinigten Staaten emigrierte, war er unter anderem als Herausgeber verschiedener Zeitschriften tätig, darunter Town & Country, Vogue und Harper’s Bazaar.